# Гіголаєв Давид Вадимович
Давид Вадимович Гіголаєв (рос. Давид Вадимович Гиголаев; нар. 31 березня 1989, Орджонікідзе, РРФСР) — російський футболіст, воротар.

## Життєпис
Народився в Орджонікідзе. Футбольну кар'єру розпочав в аматорській «Аланії» (Октябрське). Згодом перебрався до іменитішої владикавкавзької «Аланії». Дебютував за «Аланію» в ФНЛ Росії 24 червня 2011 року в поєдинку проти саранської «Мордовії». Також захищав кольори «Аланії-2» (Владикавказ).
З 2016 по 2018 рік грав у чемпіонаті окупованого Криму за «Беркут» (Армянськ), «Кафу» (Феодосія) та «Кримтеплицю».
Згодом виступав за «Дружбу» (Майкоп) та «Машук-КМВ».

## Статистика виступів

### Клубна
Станом на 1 червня 2012 року
| Клуб                   | Див               | Сезон             | Ліга  | Ліга | Кубок | Кубок | Єврокубки | Єврокубки | Загалом | Загалом |
| Клуб                   | Див               | Сезон             | Матчі | Голи | Матчі | Голи  | Матчі     | Голи      | Матчі   | Голи    |
| ---------------------- | ----------------- | ----------------- | ----- | ---- | ----- | ----- | --------- | --------- | ------- | ------- |
| «Аланія» (Владикавказ) | Д1                | 2010              | 0     | 0    | 0     | 0     | —         | —         | 0       | 0       |
| «Аланія» (Владикавказ) | Д2                | 2011–12           | 14    | 0    | 0     | 0     | 0         | 0         | 14      | 0       |
| «Аланія» (Владикавказ) | Д1                | 2012-13           | 0     | 0    | 0     | 0     | —         | —         | 0       | 0       |
| «Аланія» (Владикавказ) | Загалом           | Загалом           | 14    | 0    | 0     | 0     | 0         | 0         | 14      | 0       |
| Усього за кар'єру      | Усього за кар'єру | Усього за кар'єру | 14    | 0    | 0     | 0     | 0         | 0         | 14      | 0       |